# 로쿠고 마사카쓰
로쿠고 마사카쓰(일본어: 六郷政勝, 1609년 ~ 1677년 2월 13일)는 일본 에도 시대의 다이묘로, 혼조 번의 2대 번주이다. 관위는 종5위하, 이가노카미이다.
혼조 번의 초대 번주 로쿠고 마사노리의 맏아들로 태어났다. 간에이 11년(1634년), 아버지가 사망함에 따라 그 뒤를 이었다. 동생인 로쿠고 마사노리(六郷政徳), 로쿠고 마사나오(六郷政直), 로쿠고 마사히데(六郷政秀) 등과 협력하여 번 통치의 기초를 다지는 데에 전념했다. 그렇지만 냉해 등의 자연재해로 인해 고생했다고 한다. 인근으로 전봉된 야시마번과 영지를 일부 교환하여, 이후로 명승지 기사카타를 영지로 삼게 되었다. 간분 9년(1669년) 12월 10일, 조카인 로쿠고 마사요시(六郷政慶)에게 4백 석 영지를 분할해 주어, 혼조 번은 2만 석이 되었다. 엔포 4년(1676년) 6월 그믐날에 맏아들 로쿠고 마사노부에게 번주직을 물려주고 은거하였다. 그리고 셋째 아들 로쿠고 마사테루(六郷政照)에게는 3백 가마니를 봉록으로 주어 하타모토로 삼았다. 이듬해인 엔포 5년(1677년) 정월 12일에 69세로 사망하였다.
| 전임 로쿠고 마사노리 | 제2대 혼조 번 번주 1634년 ~ 1676년 | 후임 로쿠고 마사노부 |